# 岩井理江
岩井 理江（いわい りえ、1965年6月12日 - ）は、メリディアンプロモーションに所属していた日本のフリーアナウンサー。

## 来歴
群馬県出身。群馬県立富岡東高等学校、武蔵野音楽大学音楽学部声楽学科卒業。前職は小学校教員であった。
アナウンサーへの転身後、日本放送協会 (NHK) のテレビ番組・ラジオ番組を中心に活動。1990年からはNHK前橋放送局の契約キャスターを、1998年からはNHKラジオセンターの契約キャスターを務めていた。
メリディアンプロモーション所属中にNHKとの契約を終了。事務所公式サイトでも「元NHK キャスター」表記になる。

## 担当番組

### テレビ番組
- ひるどき日本列島（NHK総合テレビ）
- 日本列島ふるさと発（NHK BS1）
- NHKニュースおはよう日本（NHK総合テレビ）
- 首都圏ネットワーク（NHK総合テレビ）
- こんにちはいっと6けん（NHK総合テレビ）
- ニュースウオッチ9（NHK総合テレビ） - ナレーター（2006年 - ）
- 医療ウイークリーニュース（スカイパーフェクTV!）

### ラジオ番組
- ネットワークにっぽん（NHKラジオ第1）
- 週間ニュース（共同通信社ラジオ） - パーソナリティ
- NHKジャーナル（NHKラジオ第1） - サブキャスター（1998年 - 2001年）
- NHKラジオ夕刊（NHKラジオ第1） - キャスター[4]（2001年 - 2006年）
- ベストオブクラシック（NHK-FM） - 司会（2011年 - 2014年）